# Complexo Cultural de Planaltina
O Complexo Cultural de Planaltina é um complexo cultural brasileiro, situado em Planaltina, no Distrito Federal.

## Histórico
Durante décadas a população de Planaltina lutou pela construção de um espaço cultural público na localidade mais antiga do Distrito Federal. Por volta de 1990, o desejo foi atendido com o funcionamento do espaço provisório da Casa de Cultura. Após seu fechamento, em 1995, os artistas passaram a dividir os espaços existentes com atividades esportivas e sociais, enquanto esperavam o cumprimento da promessa de construção da nova Casa de Cultura.
Em 2016, foi assinado o contrato para construção do edifício. As obras foram fiscalizadas pela comunidade cultural representada pelo grupo “União de Forças! Um complexo em movimento” e pelo Conselho Regional de Cultura, que velaram atentamente por sua conclusão. Em 2018, houve sua inauguração, todo o anseio se transformou em alegria e hoje o espaço desponta como palco de efervescência cultural tanto para a comunidade local quanto para os agentes culturais, que exercem seu protagonismo por meio de uma programação diversificada e intensa.

### Complexo Cultural de Planaltina
O Complexo Cultural de Planaltina é um espaço cultural criado e administrado pela Secretaria de Cultura e Economia Criativa do Distrito Federal., localizado no centro da região administrativa de Planaltina, no Distrito Federal. O CCP tem o objetivo de fomentar a diversa produção cultural da região administrativa e do DF visando a universalização do acesso a cultura para promover cidadania e minimizar situações de risco e vulnerabilidade social.

Conquista da comunidade, o espaço foi inaugurado em 04 de outubro de 2018 e possui estrutura para receber espetáculos teatrais, mostras, festivais, shows, recitais, feiras, exposições e outras ações culturais, com área de 1160 m², contando com cineteatro com capacidade para 340 espectadores sentados, teatro em formato semiarena ao ar livre, galeria de exposições, sala multiuso e estacionamento.